# Братоселце
Братоселце или Братоселци (на сръбски: Братоселце или Bratoselce) е село в община Буяновац, Пчински окръг, Сърбия.

## История
В края на XIX век Братоселце е село в Прешевска кааза на Османската империя. Според статистиката на Васил Кънчов („Македония. Етнография и статистика“) от 1900 година Братоселце е населявано от 200 жители българи християни. Според патриаршеския митрополит Фирмилиан в 1902 година в Брато-селце има 14 сръбски патриаршистки къщи. По данни на секретаря на Българската екзархия Димитър Мишев („La Macédoine et sa Population Chrétienne“) в 1905 година в Братоселци (Bratosseltzi) има 96 българи патриаршисти гъркомани.

## Население
- 1948- 267
- 1953- 292
- 1961- 298
- 1971- 284
- 1981- 196
- 1991- 108
- 2002- 71 – 100% сърби